# Rumex sagorskii
Rumex sagorskii är en slideväxtart som beskrevs av Heinrich Carl Haussknecht. Rumex sagorskii ingår i släktet skräppor, och familjen slideväxter. Inga underarter finns listade i Catalogue of Life.